# Mount Owen (Antarktika)
Mount Owen ist ein 1105 m (nach britischen Angaben 1135 m) hoher Berg an der Lassiter-Küste des Palmerlands auf der Antarktischen Halbinsel. Er ragt rund 3 km nordwestlich des Kelsey-Kliffs an der Südflanke des Johnston-Gletschers auf.
Wissenschaftler der United States Antarctic Service Expedition (1939–1941) fotografierten ihn bei einem Überflug im Dezember 1940. Weitere Luftaufnahmen entstanden bei der Ronne Antarctic Research Expedition (1947–1948), die ihn unter Mitwirkung des Falkland Islands Dependencies Survey kartografisch erfasste. Der Expeditionsleiter Finn Ronne benannte den Berg nach Arthur Earl Owen (1927–2000), einem Teilnehmer an seiner Forschungsreise.